# Vayrac
Vayrac är en kommun i departementet Lot i regionen Occitanien i södra Frankrike. Kommunen ligger i kantonen Vayrac som tillhör arrondissementet Gourdon. År 2022 hade Vayrac 1 279 invånare.

## Befolkningsutveckling
Antalet invånare i kommunen Vayrac
| Referens: INSEE |